# De Tribune (krant)
De Tribune is de titel van een aantal Nederlandse partijbladen.

## Historische connotatie
Veel tijdschriften en kranten hebben zich in de loop van de geschiedenis met de naam Tribune getooid. De naam is afgeleid van volkstribuun, een functionaris in het Romeinse Rijk die de belangen van de plebejers verdedigde. Vaak waren Tribunes kritisch tegenover machthebbers, maar dit hoefde niet altijd het geval te zijn. Inspraak van de lezers was een gemeenschappelijk kenmerk. Ook diverse artistiek georiënteerde tijdschriften tooiden zich met de naam evenals dagbladen, zoals de International Herald Tribune.

## De Tribune van de communisten
De Tribune verscheen voor het eerst op 19 oktober 1907 als weekblad van de marxistische oppositie binnen de Sociaal-Democratische Arbeiderspartij (SDAP). Nadat de redacteuren, David Wijnkoop, Jan Ceton en Willem van Ravesteyn, in 1909 op het Deventer-congres uit de SDAP geroyeerd waren, ging het blad verder als uitgave van de door hen opgerichte partij SDP. De SDP veranderde haar naam in 1918 naar Communistische Partij Holland (CPH) en in 1935 naar de Communistische Partij van Nederland (CPN). Vanaf oktober 1913 kwam het blad, als krant, tweemaal per week uit en in april 1916 werd De Tribune een dagblad. De partijkrant droeg achtereenvolgens de naam De Tribune (1909-1937), Het Volksdagblad (1937-1940) en De Waarheid (1940-1990). In 1991 werd de afzonderlijke partijorganisatie van de CPN opgeheven, wegens de oprichting van GroenLinks.

## De Tribune van de trotskisten
Sedert februari 1946 gaf de Revolutionair Communistische Partij (RCP), de Nederlandse sectie van de trotskistische Vierde Internationale, een weekblad uit getiteld De Tribune. Het verving daarmee het blad De Rode October dat tijdens de Duitse bezetting vanaf maart 1942 illegaal was verschenen. Redacteuren waren Sal Santen, Theo van Thijn en Maurice Ferares. De Tribune bleef verschijnen tot maart 1952, toen de leden van de RCP lid werden van het Sociaal Democratisch Centrum van de PvdA met de bedoeling de partij een linkse(re) koers te laten varen.

## Tribune van de SP
In 1971 deed zich een scheuring voor binnen de Kommunistiese Eenheidsbeweging Nederland. Er ontstaat een afsplitsing die zich Kommunistiese Partij Nederland/Marxisties Leninisties (KPN/ML) noemt. De naam van het partijblad — waarvan het eerste nummer verschijnt in oktober 1971 — was De Tribune. De Kommunistiese Eenheidsbeweging Nederland gaat tot 1981 door met het uitgeven van partijorgaan Rode Tribune. Wanneer de KPN/ML zichzelf in 1972 omdoopt in Socialistiese Partij, blijft het partijblad de naam De Tribune dragen.

Huidig
AD · Het Financieele Dagblad · Nederlands Dagblad · NRC · Reformatorisch Dagblad · De Telegraaf · Trouw · de Volkskrant

Voormalig
Agrarisch Dagblad (1986–2012, daarna verdergegaan onder de naam Boerderij Vandaag) · Algemeen Handelsblad (1828–1970) · Cobouw (1961–2016) · De Courant/Nieuws van de Dag (1923–1982, tot 1998 in Amsterdam) · DAG (2007–2008) · De Dag (1980) · De Echo (1892–1912) · De Maasbode (1885–1959) · Metro (1999–2020) · Het Nationale Dagblad (1936–1945) · De Nederlander (1897–1941, 1945–1947) · Nieuwe Rotterdamsche Courant (1843–1970) · nrc.next (2006–2021) · Het Parool (1944–1997, daarna alleen in Amsterdam) · De Pers (2007–2012) · Sp!ts (1999–2014) · Staatscourant (1814–2009, daarna alleen digitaal) · De Standaard (1872–1944) · De Tijd (1845–1974) · De Tribune (1916–1937) · Het Volk (1900–1945) · Het Volksdagblad (1937–1940) · Het Vrije Volk (1945–1971, tot 1991 in Rotterdam) · De Waarheid (1945–1990)
Lijst van dagbladen in binnen- en buitenland